# Mandator
Mandator war eine niederländische Speed- und Thrash-Metal-Band aus Coevorden, die im Jahr 1983 unter dem Namen Mysto Dysto gegründet wurde und sich 1994 auflöste.

## Geschichte
Die Band wurde im Jahr 1983 unter dem Namen Mysto Dysto gegründet, benannt nach einem Effektpedal, das extrem schlechte Rezensionen erhielt. Es folgten die ersten lokalen Auftritte, ehe 1984 mit Heavy Guys Don’t Look Back ein erstes Demo erschien. Demo folgte im Jahr 1986 das Debütalbum The Rules Have Been Disturbed. Die Auflage des Tonträgers war auf 500 Stück begrenzt. Im Folgejahr nahm die Gruppe ein weiteres Demo namens No Aids in Hell auf, das an verschiedene Labels gesandt wurde. Von dem Demo verkauften sich über 1.000 Exemplare. Die Band war daraufhin im Aardschok vertreten. Die Band wurde außerdem im April 1987 von den Lesern des Aardschok und des niederländischen Metal Hammer zur hoffnungsvollsten niederländischen Band gekürt. Zudem hielt sie weitere Auftritte ab. Außerdem war sie in Vara’s Vuurwerk enthalten, einer Radioshow von Henk Westbroek. Das deutsche Label wurde auf die Band aufmerksam, verlange von der Gruppe jedoch eine Namensänderung. In Vara’s Vuurwerk konnten die Fans über den Namen abstimmen, woraus schließlich 1986 oder 1987 der Name Mandator gewählt wurde.
Zwischen dem 2. Juni und 15. August 1987 nahm die Band das Debütalbum Initial Velocity auf, das danach in Stuttgart abgemischt wurde und 1988 erschien. Dessen Name wurde erneut von den Fans von Vara’s Vuurwerk gewählt. Marcel Verdurmen übernahm hierauf erstmal neben der E-Gitarre auch den Gesang. Im August und September 1989 nahm die Gruppe ihr nächstes Album Perfect Progeny im Music Lab Berlin auf. Auf diesem Album wurde Claus Van Den Berg durch Walter Tjwa ersetzt. Nach einem letzten Demo im Jahr 1993 unter dem Namen Strangled löste sich die Band 1994 auf. Disaster Records wiederveröffentlichte im Jahr 2001 beide Mandator-Alben. Marcel Verdurmen sollte später Altar und Orphanage beitreten.

## Stil
In seiner Rezension zu Initial Velocity stellte Götz Kühnemund fest, dass die Gruppe in ein paar Jahren Thrash-Metal-Bands wie Exodus und Testament Konkurrenz machen könne. Zudem bezeichnete er sie als Hollands beste Speed-Metal-Gruppe. Martin Popoff beschrieb in seinem Buch The Collector’s Guide of Heavy Metal Volume 2: The Eighties die Musik auf dem Album The Rules Have Been Disturbed von Mysto Dysto als anspruchsvolle Mischung aus Speed- und Thrash-Metal. Popoff beschrieb in seinem Buch weiter, dass Initial Velocity Thrash Metal sei, der einige Überraschungen aufweisen könne. Den Gesang empfand er als rau.

## Diskografie
als Mysto Dysto
- 1984: Heavy Guys Don’t Look Back (Demo, Eigenveröffentlichung)
- 1986: The Rules Have Been Disturbed (Album, Eigenveröffentlichung)
- 1987: No Aids in Hell (Demo, Eigenveröffentlichung)

als Mandator
- 1988: Initial Velocity (Album, Disaster Records)
- 1988: I Will Be Your Last (Single, Disaster Records)
- 1989: Perfect Progeny (Album, Disaster Records)
- 1993: Demo (Demo, Eigenveröffentlichung)